# Palazzo De Stefani
Il Palazzo De Stefani è un edificio civile che si trova ad Alcamo, nella provincia di Trapani.

## Storia
Questo palazzo è stato costruito nel XVI secolo e ricostruito nel XIX secolo; al suo interno un tempo c'era un cortile e da esso, attraverso un portale, si entrava nella presunta abitazione del poeta Sebastiano Bagolino.

## Descrizione
La facciata del palazzo è stata interamente rifatta: al piano terra si affacciano cinque porte, quella principale con un arco circolare che sovrasta uno spesso portone,  con una lunetta in ferro battuto;  al primo piano ci sono tre balconi, ad architrave retta, in ferro battuto e con ballatoio e mensole in pietra e con dei racemi. 
Il prospetto è delimitato da un cornicione, con una cornice a dentelli alla sua base.
Giuseppe Polizzi, parlando della vecchia costruzione, scrive:
Casa Di Stefano rimpetto la Badia Nuova. Al piano terra porta ad arco circolare con sagome gotiche intorno, prolungate fino al piede. Al primo piano due finestre ad architravata retta con istipite sagomato e mensolette agli angoli ed una terza senza sagome. Queste finestre poggiano al solito sopra una cornicetta gotica, che ricorre per l'intero prospetto e che sporge sopra mensolette sagomate a piramide ottagona rovesciata sotto le impostature delle tre finestre suddette. L'ultimo piano è illuminato da una galleria a finestrini ed archi circolari in mattoni. All'infuori di questi e degli stipiti, e la cornicetta in pietra da taglio, il resto è ad opera incerta.
E ancora:
Il proprietario, a rendere lo interno praticabile alle carrozze, ha già demolito lo stipite della porta e per aggiungere dei balconi sporgenti si accinge a demolire quelli delle finestre e le cornicette; promette però di applicare gli stipiti a dei vani interni.